# Vítor Serpa
Vítor Hugo dos Santos Serpa ComM (Lisboa, 9 de dezembro de 1951) é um jornalista português na área do jornalismo desportivo.

## Biografia
Começou por frequentar o curso de Medicina mas cedo se orientou para o jornalismo, no Diário Popular, onde esteve até 1974, ano em que passou para o jornal desportivo A Bola, como redator. Em 1992, passou a ser diretor, cargo que mantém.
É coautor de livros sobre jornalismo, e também de História do Futebol em Portugal (2004), Em Defesa do Desporto - Mutações e Valores em Conflito (2007) e Motrisofia - Homenagem a Manuel Sérgio (2007).
É igualmente professor de jornalismo.
O livro de contos Salão Portugal (2007) foi a sua primeira obra de ficção.

## Homenagens
A 21 de maio de 2019, foi agraciado com o grau de Comendador da Ordem do Mérito.